# (91607) Delaboudinière
(91607) Delaboudinière est un astéroïde de la ceinture principale.

## Description
(91607) Delaboudinière est un astéroïde de la ceinture principale. Il fut découvert le 5 octobre 1999 à l'observatoire Goodricke-Pigott par Roy A. Tucker. Il présente une orbite caractérisée par un demi-grand axe de 2,96 UA, une excentricité de 0,11 et une inclinaison de 2,5° par rapport à l'écliptique.
Il est nommé d'après l'astronome français  Jean-Pierre Delaboudinière, né en 1940.

## Compléments